# Джимбинов, Бембя Окунович
Бембе (Бем) Оку́нович Джимби́нов (5 декабря 1914, Кердата, Большедербетовский улус (сегодня — пос. Амур-Санан, Городовиковский район, Калмыкия), Ставропольская губерния, Российская империя — 1986, Москва, РСФСР) — советский государственный и общественный деятель Калмыцкой АССР, член Инициативной группы восстановления автономии Калмыкии (1954—1956 годы), учёный (историк, востоковед), писатель, журналист-международник, Народный поэт Калмыцкой АССР (1986 год), член комиссии по национальным литературам Союза писателей РСФСР.

## Биография
Бембе Окунович Джимбинов родился 5 декабря 1914 года в хотоне Кердата Большедербетовского улуса Ставропольской губернии. Его отец был одним из организаторов колхоза в Кердате, членом правления и заведующим хозяйством колхоза, погиб от рук противников объединения крестьян в колхозы.
В 1930 году Бембе Окунович окончил среднюю школу в Ики-Чоносе. В 1935—1937 годах обучался в Москве во Всесоюзном коммунистическом институте журналистики имени «Правды».
В начале Великой Отечественной войны получил правительственную бронь, которая продлилась вплоть до 1945 года. В 1944 году во время депортации калмыков был отправлен в Омск вместе с семьёй, однако вскоре вернулся в Москву.
В 1956 году вернулся в Калмыкию.
С 1956 по 1959 год был Первым секретарём Калмыцкого ОБКОМа КПСС.
Осенью 1959 года поступил на учёбу в Академию общественных наук при ЦК КПСС. В 1961 году защитил диссертацию на соискание ученой степени кандидата исторических наук.
Умер в 1986 году в Москве. Похоронен на Донском кладбище г. Москвы. Урна с прахом захоронена в колумбарии 1 А, секция 14-15 (нижний ряд).

### Семья
Жена — Надежда Фёдоровна Тростянская (1913—1994)
Дети: сын Станислав (1938—2016), дочь Светлана  (1940—2022).

## Карьера
В 1930 году работал в редакции районной газеты «Ленина мер» («Ленинский путь») Западного улуса Калмыцкой автономной области. В 1930—1935 годах был заведующим отделом, выпускающим и ответственным секретарём редакции республиканских газет «Улан хальмг» («Красный калмык») и «Ленинский путь».
Будучи студентом, Бембе Окунович начал работать в Телеграфном агентстве Советского Союза (ТАСС) при Совете Министров СССР. С 1937 по 1950 год был редактором Союзной информации, ответственным выпускающим редактором редакции иностранного радиопрослушивания, заместителем заведующего бюро международной информации не для печати, собственным корреспондентом. Также в период работы в ТАСС переводил на калмыцкий язык советские кинофильмы, которые показывали в кинотеатрах и клубах Калмыкии.
С 1950 по 1955 год был заведующим отделом в редакции журнала «Новое время».
В 1955—1956 годах работал в Советском информбюро старшим редактором отдела печати стран Юго-Восточной Азии.
С 1956 по 1959 год был Первым секретарём Калмыцкого обкома КПСС. В этот период посвятил много времени решению вопроса преобразования Калмыцкой автономной области в автономную республику в составе РСФСР. Неоднократно поднимал вопрос о возвращении Калмыкии двух приволжских районов, которые в соответствии с Указом о ликвидации Калмыцкой АССР от 27 декабря 1943 года были присоединены к Астраханскому округу, входившему в тот период в состав Сталинградской области, и при восстановлении автономии Калмыкии в 1956 году не были возвращены Калмыцкой АССР.
С 1962 года работал старшим научным сотрудником Института народов Азии АН СССР.

## Общественная деятельность
Свою деятельность, направленную на реабилитацию калмыцкого народа и восстановление автономии Калмыкии, начал с конца 1940-х годов посредством писем и обращений к Иосифу Сталину.
В 1954—1956 годах Джимбинов Бембе Окуновичбыл членом Инициативной группы восстановления автономии Калмыкии. В июне 1956 года представители Инициативной группы были приняты К. Е. Ворошиловым и передали через него письмо в ЦК КПСС, написанное Бемом Джимбиновым, о необходимости реабилитации калмыцкого народа. В конце 1956 года члены Инициативной группы были приглашены в ЦК КПСС в Москву. Бембе Окунович вошёл в Организационное бюро Калмыцкой областной партийной организации и Оргкомитет по восстановлению Калмыцкой автономии.
В 1955—1956 годах был лектором по международным вопросам Всесоюзного общества по распространению политических и научных знаний.
В 1958 году был избран депутатом Верховного Совета Калмыцкой АССР второго созыва.
Председатель правления Союза писателей Калмыкии. Член комиссии по национальным литературам Союза писателей РСФСР. Член Советского комитета по связям с писателями стран Азии и Африки. Член исполкома и Президиума Советского общества культурных связей с Бирмой. Делегат Первого Всероссийского и Третьего Всесоюзного съездов писателей.

## Творчество
Произведения Бембе Окуновича Джимбинова печатались на страницах всесоюзных, российских и республиканских журналов (например, «Теегин герл») и газет, выходили отдельными книгами, а также в сборниках в центральных и республиканских издательствах. Его произведения переведены на языки многих народов мира.
Всего Б. О. Джимбиновым было издано 12 книг поэзии, прозы и публицистики, в том числе сборники стихов и поэм на русском языке: «Друг степей», «Второе крыло», «Вблизи и вдалеке»; на калмыцком языке: «Нетленная звезда».
В 1970 году в издательстве «Художественная литература» издана книга Б. О. Джимбинова в переводе с калмыцкого языка «Поэты Калмыкии», в которую вошли произведения поэтов Калмыкии, начиная от старейшего народного певца и джангарчи (сказителя) Давы Шавалиева. В начале книги Джимбинов дал краткий очерк творчества 23 поэтов, стихотворения и поэмы которых были помещены в книгу.
Также составил и издал сборник калмыцких сказок.
В 1986 году Бембе Окуновичу присвоили звание Народного поэта Калмыцкой АССР посмертно.

## Сочинения

### На калмыцком языке
- Социализмин бичкн тосхачнр (Юные строители социализма), очерки. Элиста, 1932;
- Мана цагин айсмуд. Элиста, 1935;
- Дуулич, теегм, дуул! Элиста, 1958;
- Теегин иньг. Элиста, 1959;
- Ончта одн (Нетленная звезда), стихи, Элиста, 1962.

### На русском языке
- Друг степей. Стихи и поэмы. Элиста, 1959;
- Советская Калмыкия. М., 1959;
- Калмыцкие сказки. М., 1962;
- Цветы на камне, стихи, 1972;
- Пальма и ель, стихи, 1974.

### Научные работы
- Джимбинов Б. О. От феодализма к социализму, минуя капиталистическую стадию развития [Текст] : (Ист. очерк соц. строительства в Калмыц. АССР) : Автореферат дис. на соискание ученой степени кандидата исторических наук / Акад. обществ. наук при ЦК КПСС. Кафедра истории советского о-ва. — М.: Изд-во ВПШ и АОН, 1961. — 19 с[4]
- Джимбинов Б. О. 350 лет вместе с Россией / О-во по распространению полит. и науч. знаний РСФСР. — М.: [б. и.], 1959. — 18 с.[5]
- Калмыцкие сказки [Текст] / [Сост., общая ред., примеч. и словарь Б. О. Джимбинова]; [Ил.: А. С. Муравьев и П. С. Горбань]. — Ставрополь: Кн. изд-во, 1959. — 94 с.[6]
- Калмыцкие сказки [Текст] : Пер. с калмыц. / [Сост. и предисл. Б. Джимбинова]. — М.: Гослитиздат, 1962. — 183 с.[7]
- Джангар [Текст] : Калм. героич. эпос : [Для сред. и старш. школьного возраста] / [Перевод с калм. С. Липкина]; [Подготовка текста, коммент. и послесл. канд. ист. наук Б. Джимбинова]; [Грав. худож. В. Захарова]. — Элиста: Калмиздат, 1966. — 63 с.[8]

## Награды
- Орден «Знак Почёта» (1958)